# Lagoa dos Índios
Lagoa dos Índios är en lagun i Brasilien.   Den ligger i delstaten Rio Grande do Sul, i den södra delen av landet, 1 600 km söder om huvudstaden Brasília. Lagoa dos Índios ligger 13 meter över havet. Arean är 0,33 kvadratkilometer.  Den sträcker sig 0,9 kilometer i nord-sydlig riktning, och 0,9 kilometer i öst-västlig riktning.
I omgivningarna runt Lagoa dos Índios växer huvudsakligen savannskog. Runt Lagoa dos Índios är det ganska glesbefolkat, med 34 invånare per kvadratkilometer.